# Fredrik Björck
Bo Fredrik Björck (* 22. Oktober 1979 in Mölndal) ist ein ehemaliger schwedischer Fußballspieler. Im Laufe seiner Karriere war der Abwehr- und defensive Mittelfeldspieler in Schweden, Dänemark und Norwegen aktiv.

## Werdegang

### Karrierestart und Durchbruch in Schweden
Björck begann 1985 mit dem Fußballspielen bei Kållered SK. Von dort wechselte er zehn Jahre später in die Nachwuchsabteilung des IFK Göteborg. Hier blieb er bis Ende 1997, ehe er sich dem Lokalrivalen Västra Frölunda IF anschloss. Zunächst hier ebenfalls im Jugendbereich aktiv, kam er im Laufe der Spielzeit 2000 an der Seite von Robert Bengtsson-Bärkroth, Christian Lundström und Dime Jankulovski unregelmäßig in der Allsvenskan zum Einsatz. Nach 13 Erstligapartien stieg er mit der Mannschaft am Ende der Saison als Tabellenletzter in die Zweitklassigkeit ab. In der Superettan hatte er sich endgültig als Stammspieler etabliert und erreichte mit der Mannschaft am Ende der Spielzeit 2002 den dritten Tabellenplatz, der zur Teilnahme an den Relegationsspielen berechtigte. Gegen IFK Göteborg scheiterte er jedoch nach einem 1:1-Remis und einer 0:2-Niederlage.
Björck wechselte nach dem verpassten Aufstieg zu AIK in die Allsvenskan. Auch bei seinem neuen Klub war er unter Trainer Richard Money Stammkraft in der Defensive und verpasste mit der Mannschaft als Tabellenfünfter den Einzug in den Europapokal nur knapp. Kurz nach Beginn der folgenden Spielzeit war Money nach einer schlechten Vorbereitung und einem schlechten Saisonstart zurückgetreten und von Patrick Englund beerbt worden. Jedoch rutschte die Mannschaft um Niklas Sandberg, Håkan Svensson, Derek Boateng und Mats Rubarth in den Abstiegsbereich, aus dem sie sich nicht befreien konnte. Bereits am vorletzten Spieltag stand der Klub als Absteiger in die Superettan fest.
Nachdem Björck nach Saisonende verkünde hatte, kein Interesse daran zu haben, erneut zweitklassig zu spielen, verließ er den Klub im Dezember 2004 zunächst auf Leihbasis bis Ende 2005 in Richtung Helsingborgs IF. Vor Saisonbeginn verletzte er sich und konnte sich erst im letzten Saisondrittel einen Stammplatz erspielen. Schließlich zog der Klub die Kaufoption und band ihn bis 2007. Auch in der folgenden Spielzeit nicht dauerhaft Stammkraft, stand er zu Beginn der Spielzeit 2007 in zwölf Spielen in der Startformation. Im Sommer verkaufte ihn der Klub ein halbes Jahr vor Vertragsende an den Ligakonkurrenten IF Elfsborg, nachdem er angekündigt hatte, eine neue Herausforderung zu suchen. Beim Klub aus Borås, der einen Nachfolger für den zum FC Toulouse gewechselten Jon Jönsson suchte, unterschrieb er einen Kontrakt mit viereinhalb Jahren Laufzeit.

### Wechsel ins Ausland
Björcks Aufenthalt beim IF Elfsborg währte nur ein halbes Jahr. Im Januar 2008 folgte er einem Angebot des dänischen Klubs Esbjerg fB. An der Seite von Søren Rieks, Andreas Klarström, Martin Vingaard und Jesper Jørgensen etablierte er sich unter Trainer Troels Bech auf Anhieb als Stammkraft in der Superliga. Im Sommer des Jahres erreichte er mit der Mannschaft das Endspiel um den Landespokal, in dem er mit Kristian Flittie Onstad das Innenverteidigerduo bildete. Gegen Brøndby IF ging das Spiel jedoch trotz zweier Tore von Rieks mit einer 2:3-Niederlage verloren. In der Liga spieler er mit dem Klub anfangs im hinteren Tabellenmittelfeld. Nachdem Ove Pedersen 2009 das Training übernommen hatte, spielte die Mannschaft in der Spielzeit 2009/10 lange Zeit im vorderen Tabellenbereich mit.
In der Winterpause verließ Björck Dänemark und schloss sich Anfang Februar dem norwegischen Klub Tromsø IL an. Auch in der Tippeligaen war er Stammspieler und schloss seine erste Spielzeit mit dem neuen Klub auf dem dritten Tabellenplatz ab.